# La Heutte
La Heutte (Duits (verouderd): Hütte) is een plaats en voormalige gemeente in het Zwitserse kanton Bern en maakt deel uit van het district Jura bernois.
La Heutte telt 485 inwoners.
Op 1 januari 2015 is La Heutte met de gemeente Péry gefuseerd tot de gemeente Péry-La Heutte.